# دانلی تیرک
دانلی تیرک (انگلیسی: Danilo Türk؛ زادهٔ ۱۹ فوریهٔ ۱۹۵۲) رئیس جمهور اسلوونی از دسامبر ۲۰۰۷ تا دسامبر ۲۰۱۲ بود.